# Romano (grano)
Il grano Romano (T. aestivum L. var. lutescens (Alef.) Mansf.) è un grano tenero antico siciliano, coltivato nei pressi di Bronte (Caronie); spesso è presente in campi molto eterogenei dove era presente un'alta percentuale di grano "Bufala". Il Romano è stato sempre confuso dai contadini con il grano Cuccitta che è (T. aestivum L. var. humboldtii (Koern.) Mansf.).

## Storia
È uno dei pochi grani teneri coltivati in Sicilia insieme al grano Maiorca e al Maiorcone.

## Caratteristica
Perrino dell'Istituto del Germoplasma - CNR, di Bari, nel 1983 lo descrive così:

«la spiga è corta (5 cm) oblunga sulla faccia, clavata.
Il glume è due volte più lungo che largo, bianco con sfumature e striature gialle, chiglia liscia e leggermente ricurva, becco lungo 0,5 mm e leggermente ricurvo, spalla arrotondata e media o larga.
La cariosside è lunga 6 mm di lunghezza, crema, semitraslucido, arrotondato, triangolare sezione trasversale, gibbosa, solco medio in larghezza e profondità con bordi arrotondati, consistenza farinosa, pennello quasi lungo, spesso e esteso, scutello arrotondato e lungo.»
È una varietà che un portamento intermedio con un'epoca di spigatura intermedia, le spighe a maturazione completa sono bianche. Ha una resa di 24 q.li x ha, con una altezza di 134 cm.
Il grano Romano si presta alla panificazione, da solo o miscelato ad altre farine più rustiche per ottenere un pane più soffice. È ideale anche per la preparazione di dolci lievitati, inoltre, ha la stessa resa di un grano tenero moderno.
È una varietà di grano duro che il Ministero dell'agricoltura, della sovranità alimentare e delle foreste, ha iscritto nel Registro nazionale delle varietà da conservazione di specie agrarie e delle specie ortive; con DM di Iscrizione del 05/03/2018 (N. 9786)-G.U.N. 76 del 31/03/2018.